# درازاب
دارازاب یا (درازآب)، روستایی است از توابع بخش مرزداران شهرستان سرخس در استان خراسان رضوی.
این روستا در دهستان پل خاتون قرار دارد و بر اساس سرشماری سال ۱۳۸۵ جمعیت آن (۴۴ خانوار) ۲۲۵ نفر 
است.